# Гуайран
Гуайра́н (фр. Goyrans, окс. Goirans) — коммуна во Франции, находится в регионе Юг — Пиренеи. Департамент — Верхняя Гаронна. Входит в состав кантона Кастане-Толозан. Округ коммуны — Тулуза.
Код INSEE коммуны — 31227.

## География

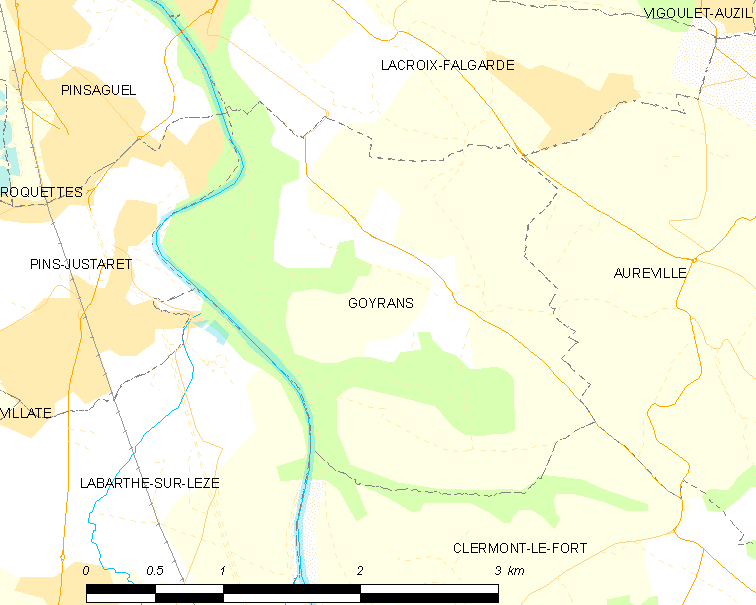
Карта коммуны

Коммуна расположена приблизительно в 610 км к югу от Парижа, в 14 км к югу от Тулузы.
На западе коммуны протекает река Арьеж.

## Климат
Климат умеренно-океанический. Зима мягкая и снежная, весна характеризуется сильными дождями и грозами, лето сухое и жаркое, осень солнечная. Преобладают сильные юго-восточные и северо-западные ветры.

## Население
Население коммуны на 2010 год составляло 911 человек.
| 1962 | 1968 | 1975 | 1982 | 1990 | 1999 | 2010 |
| ---- | ---- | ---- | ---- | ---- | ---- | ---- |
| 121  | 137  | 226  | 417  | 539  | 808  | 911  |

## Администрация
| Период | Период | Фамилия         | Партия                  | Примечания |
| ------ | ------ | --------------- | ----------------------- | ---------- |
| 2008   | 2014   | Жан-Луи Робер   | Социалистическая партия |            |
| 2014   | 2020   | Мишель Глатиньи | беспартийный            |            |

## Экономика
В 2010 году среди 597 человек трудоспособного возраста (15—64 лет) 451 были экономически активными, 146 — неактивными (показатель активности — 75,5 %, в 1999 году было 73,4 %). Из 451 активных жителей работали 429 человек (224 мужчины и 205 женщин), безработных было 22 (8 мужчин и 14 женщин). Среди 146 неактивных 73 человека были учениками или студентами, 49 — пенсионерами, 24 были неактивными по другим причинам.